# Stelis pygmaea
Stelis pygmaea là một loài thực vật có hoa trong họ Lan. Loài này được Cogn. miêu tả khoa học đầu tiên năm 1909.